# Diomansy Kamara
Pour les articles homonymes, voir Kamara.
Diomansy Kamara est un footballeur franco-sénégalais né le 8 novembre 1980 à Paris en France. Il est métis, né de père sénégalais et de mère française.

## Biographie
Son nom de famille s'écrit avec un K à la suite d'une faute de frappe des autorités françaises.
Diomansy passe toute son enfance en région parisienne, à Gennevilliers (Hauts-de-Seine) où il a fait ses premiers pas de footballeurs. En 1998, un club voisin, le Red Star le recruta. Ensuite, départ pour l'Italie, en Serie C. Il végète un peu avant d'éclater avec le Modena FC, lors de leur accession en Serie A où, pour son premier match, il délivre une passe décisive face à la Roma pour une victoire 2-1 de Modena.
Le 21 mars 2011, son club de Fulham le prête à Leicester City pour le reste de la saison.
En 2012, il rejoint Eskişehirspor Kulübü.
À l'été 2014, il revient à l'US Catanzaro, club qu'il a déjà fréquenté entre 1999 et 2001.

## Palmarès
Demi-finale coupe d'Afrique des nations 2006 en Égypte